# Jean-Louis Anne Madelain Lefebvre de Cheverus
Jean-Louis Anne Madelain Lefebvre de Cheverus, Francoski duhovnik, škof in kardinal, * 28. januar 1768, Mayenne, † 19. julij 1836.

## Življenjepis
18. decembra 1790 je prejel duhovniško posvečenje.
8. aprila 1808 je bil imenovan za škofa Bostona in 1. novembra 1810 je prejel škofovsko posvečenje.
13. januarja 1823 je bil imenovan za škofa Montaubana in 16. maja 1823 je bil potrjen.
30. julija 1826 je bil imenovan za nadškofa Bordeauxa in 20. oktobra 1826 je bil potrjen.
1. februarja 1836 je bil povzdignjen v kardinala.